# Shiseido
Shiseido Company, Limited (株式会社資生堂?, Kabushiki-gaisha Shiseidō) è una delle più importanti aziende mondiali per la produzione di cosmetici e prodotti di bellezza, oltre che la più antica del settore. 

## Storia
Arinobu Fukuhara, ex capo farmacista della marina imperiale giapponese, fonda la Shiseido Pharmacy nel 1872 a Ginza (Tokyo). Nel 1897 muove i primi passi nella cosmetica con la crema Eudermine. Nel 1915 viene disegnato il simbolo di Shiseido da Shinzo Fukuhara: la camelia. Nel 1917 è la prima a introdurre nella linea di cosmetici fard e fondotinta dei colori naturali del viso in un periodo in cui le donne giapponesi utilizzavano soltanto il colore bianco per truccarsi.
Dal 1923 la società comincia ad espandersi, aprendo vari negozi nel paese. Dal 1957 i prodotti Shiseido sono anche venduti a Taiwan e subito dopo a Singapore e Hong Kong. Nel 1962 la società investe anche alle Hawaii aprendo la Shiseido Cosmetics America. Le vendite in Europa iniziano nel 1968 con l'apertura di un negozio in Italia, avamposto per l'espansione in Europa. Nel 1971 è la volta dell'Oceania. Nel 1985 è la prima a produrre ialuronato di sodio acido ialuronico da fonte di origine non animale. Nel 2012, quando già conta circa 25.000 negozi nel mondo, approda anche sul web con i siti watashi+ e Beauty&Co.
Nel 2013 apre una filiale in India nonostante quello sia un periodo difficile per la società che passa da 4 a 3 miliardi di dollari come giro d'affari per un forte calo delle vendite in particolare sul mercato giapponese. Così nel febbraio 2014 è costretta a vendere per 227,5 milioni di euro (circa 312,9 milioni di dollari) i suoi marchi Carita e Decléor a L'Oréal. Il ricavato delle cessioni permette di mostrare un profitto nei conti aziendali. Così, sempre nel 2014, viene per la prima volta chiamato alla guida dell'azienda un manager esterno: diventa CEO Masahiko Uotani, ex Coca Cola.
Nel luglio 2015 Lady Gaga diventa testimonial del marchio. Nel luglio 2016 Shiseido sigla l'accordo in esclusiva mondiale con Dolce&Gabbana per lo sviluppo, la produzione e distribuzione dei profumi, del makeup e della linea skincare di Dolce&Gabbana (la linea "beauty") in precedenza data in licenza alla divisione Prestige di P&G Group.
Nel 2017 la società rileva la start-up americana MatchCo: ha sviluppato una tecnologia che permette di analizzare la pelle di ogni singolo cliente con la fotocamera del telefonino e poi di suggerire il prodotto ideale per quel tipo di pelle.

## Brand
Il gruppo comprende 26 brand, divisi in aree di business: prestige, fragrance, cosmetics, personal care, professional. Oltre ai prodotti commercializzati sotto il marchio Shiseido, l'azienda possiede anche altri brand sussidiari:
- Beauté Prestige International, azienda di Parigi specializzata nella distribuzione di profumi dei marchi Jean-Paul Gaultier, Issey Miyake, John Varvatos e Narciso Rodriguez.
- Aupres, linea di cosmetici di lusso, commercializzata esclusivamente in Cina.
- Serge Lutens
- UNO
- Cle de Peau
- NARS Cosmetics

Fanno parte del gruppo anche la divisione digital, quella retail e dei ristoranti, un'accademia di bellezza e aree scientifiche.

## Testimonial
Fra i testimonial dell'azienda che si sono susseguiti nel corso degli anni, si ricordano:
- Raquel Zimmermann
- Aya Matsuraa
- Agyness Deyn
- Angelina Jolie
- Lady Gaga
- Catriona MacColl
- Chara
- Emi Suzuki
- Kaho Minami
- Orlando Bloom
- Takako Uehara
- Yoko Minamino
- Yūko Takeuchi